# Colículo seminal
El colículo seminal corresponde a una prominencia dentro de la uretra cuando atraviesa la próstata, cerca de las vesículas seminales.
Sobre este encontramos al utrículo prostático y a los conductos eyaculadores, por donde pasan los fluidos testiculares. Embriológicamente, deriva del tubérculo sinusal. Esta prominencia es importante en la clasificación de varios desórdenes del desarrollo uretral. Los bordes del colículo seminal son los siguientes:
- El orificio del utrículo prostático.
- Los conductos eyaculadores.
- La apertura de los conductos prostáticos.

- Datos: Q3683232